# 邁克爾·沃特利
邁克爾·沃特利（Michael Whatley，1968年或1969年—）是一位来自美國北卡罗来纳州律师和政治人物。現任共和黨全國委員會主席、前北卡罗来纳州共和党主席。
2019年6月，北卡罗来纳州共和党选择沃特利接替罗宾·海耶斯担任主席。2021年2月，該州共和党一致投票谴责聯邦参议员理查德·伯尔在第二次弹劾案投票将唐纳德·特朗普总统定罪。
2023年2月，共和党全国委员会任命沃特利为其总法律顾问。
2024年2月，唐纳德·特朗普支持沃特利接替罗娜·麦克丹尼尔担任共和党全国委员会主席；同年3月8日，沃特利当选共和党全国委员会主席，而拉拉·特朗普当选共同主席。